# Jiří Magál
Jiří Magál (Chrudim, 11 april 1977) is een Tsjechische langlaufer. Hij vertegenwoordigde zijn vaderland op vier achtereenvolgende Olympische Winterspelen; Nagano 1998, Salt Lake City 2002, Turijn 2006 en Vancouver 2010.

## Carrière
Magál maakte zijn wereldbekerdebuut in december 1997 in Val di Fiemme en één maand later scoorde hij in Ramsau zijn eerste wereldbekerpunten. Tijdens de Olympische Winterspelen van 1998 in Nagano eindigde de Tsjech als tweeëntwintigste op de 10 kilometer klassiek en als zevenenveertigste op de 50 kilometer vrije stijl. Samen met Lukáš Bauer, Martin Koukal en Petr Michl eindigde hij als vijftiende op de 4x10 kilometer estafette. Op de wereldkampioenschappen langlaufen 1999 in Ramsau eindigde Magál als zevenendertigste op de 30 kilometer vrije stijl, als negenendertigste op de 25 kilometer achtervolging en als zestigste op de 10 kilometer klassiek. In Lahti nam de Tsjech deel aan de wereldkampioenschappen langlaufen 2001. Op dit toernooi eindigde hij als vijfenveertigste op de sprint, als zesenveertigste op de 50 kilometer vrije stijl en als vierenvijftigste op de 15 kilometer klassiek. Tijdens de Olympische Winterspelen van 2002 in Salt Lake City eindigde Magál als negentiende op de 50 kilometer klassiek, als negenentwintigste op de 15 kilometer klassiek en als drieënveertigste op de 30 kilometer vrije stijl. Op de 4x10 kilometer estafette eindigde hij samen met Martin Koukal, Lukáš Bauer en Petr Michl op de zevende plaats. Op de wereldkampioenschappen langlaufen 2003 in Val di Fiemme eindigde de Tsjech als drieëntwintigste op de 20 kilometer achtervolging en als negenentwintigste op de 15 kilometer klassiek. Op de 30 kilometer klassiek eindigde hij als eenendertigste en op de 50 kilometer vrije stijl bereikte hij de vijfenvijftigste plaats. Samen met Lukáš Bauer, Petr Michl en Martin Koukal eindigde hij als zevende op de estafette. In februari 2004 behaalde hij in La Clusaz voor de eerste maal in zijn carrière een toptienklassering.

### 2005-heden
In Oberstdorf nam Magál deel aan de wereldkampioenschappen langlaufen 2005, op dit toernooi eindigde hij als achttiende op zowel de 15 kilometer vrije stijl als de 30 kilometer achtervolging. Op de 50 kilometer klassiek bereikte hij de zevenentwintigste plaats, op de estafette eindigde hij samen met Lukáš Bauer, Martin Koukal en Petr Michl op de achtste plaats. Tijdens de Olympische Winterspelen van 2006 in Turijn eindigde de Tsjech als achtste op de 50 kilometer vrije stijl en als veertiende op de 30 kilometer achtervolging, samen met Martin Koukal, Lukáš Bauer en Dušan Kožíšek eindigde hij als negende op de 4x10 kilometer estafette. Op de wereldkampioenschappen langlaufen 2007 in Sapporo eindigde Magál als vijftiende op de 30 kilometer achtervolging en als negenentwintigste op de 15 kilometer vrije stijl, op de estafette eindigde hij samen met Lukáš Bauer, Martin Koukal en Milan Šperl op de achtste plaats. In Liberec nam de Tsjech deel aan de wereldkampioenschappen langlaufen 2009. Op dit toernooi eindigde hij als dertiende op de 30 kilometer achtervolging, als zeventiende op de 50 kilometer vrije stijl en als dertigste op de 15 kilometer klassiek. Samen met Lukáš Bauer, Martin Koukal en Martin Jakš eindigde hij als elfde op de 4x10 kilometer estafette. Tijdens de Olympische Winterspelen van 2010 in Vancouver eindigde Magál als negenentwintigste op de 50 kilometer klassiek en als achtendertigste op de 30 kilometer achtervolging. Op de 4x10 kilometer estafette veroverde hij samen met Martin Jakš, Lukáš Bauer en Martin Koukal de bronzen medaille.

## Resultaten

### Olympische Spelen
| Jaar | Plaats         | Resultaten                                                                                           |
| ---- | -------------- | --- |
| 1998 | Nagano         | 22e 10 km (klassieke stijl) 47e 50 km (vrije stijl) 15e 4x10 km estafette                            |
| 2002 | Salt Lake City | 19e 50 km (klassieke stijl) 29e 15 km (klassieke stijl) 43e 30 km (vrije stijl) 7e 4x10 km estafette |
| 2006 | Turijn         | 8e 50 km (vrije stijl) 14e 30 km achtervolging 9e 4x10 km estafette                                  |
| 2010 | Vancouver      | 29e 50 km (klassieke stijl) · 38e 30 km achtervolging · 4x10 km estafette                            |

### Wereldkampioenschappen
| Jaar | Plaats        | Resultaten |
| ---- | ------------- | --- |
| 1999 | Ramsau        | 37e 30 km (vrije stijl) 39e 25 km achtervolging 60e 10 km (klassieke stijl)                                                  |
| 2001 | Lahti         | 45e Sprint (vrije stijl) 46e 50 km (vrije stijl) 54e 15 km (klassieke stijl)                                                 |
| 2003 | Val di Fiemme | 23e 20 km achtervolging 29e 15 km (klassieke stijl) 31e 30 km (klassieke stijl) 55e 50 km (vrije stijl) 7e 4x10 km estafette |
| 2005 | Oberstdorf    | 18e 30 km achtervolging 18e 15 km (vrije stijl) 27e 50 km (klassieke stijl) 8e 4x10 km estafette                             |
| 2007 | Sapporo       | 15e 30 km achtervolging 29e 15 km (vrije stijl) 8e 4x10 km estafette                                                         |
| 2009 | Liberec       | 13e 30 km achtervolging 17e 50 km (vrije stijl) 30e 15 km (klassieke stijl) 11e 4x10 km estafette                            |

### Wereldbeker

#### Eindklasseringen
| Seizoen   | Plaats | Punten |
| --------- | ------ | ------ |
| 1997/1998 | 85e    | 6      |
| 2003/2004 | 50e    | 108    |
| 2004/2005 | 42e    | 107    |
| 2005/2006 | 40e    | 138    |
| 2006/2007 | 29e    | 178    |
| 2007/2008 | 93e    | 29     |
| 2008/2009 | 78e    | 65     |